# Pakatoa Island
Pakatoa Island ist eine Insel im Hauraki Gulf, der Nordinsel von Neuseeland zugehörig.

## Geographie
Die rund 960 m lange und bis zu 490 m breite Insel befindet sich 38 km ostnordöstlich des Stadtzentrums von Auckland und ist von zwei Seiten von Waiheke Island umgeben, der wesentlich größeren Insel, die nach Norden hin 1,6 km entfernt liegt und in westliche Richtung nach 3 km zu erreichen ist. Rund 750 m südlich grenzt die Insel Rotoroa Island an und nach Osten befindet sich auf einer Distanz von rund 2,5 km die Insel Tarahiki Island. An ihrer höchsten Stelle, ragt die Insel 50 m aus dem Hauraki Gulf hervor.
Die Insel, die administrativ zum Auckland Council gehört, ist nur per Boot oder per Helikopter aus zu erreichen und verfügt im Nordwesten über einen Bootssteg.

## Geschichte
Als im Jahr 1906 vom Neuseeländischen Parlament der Habitual Drunkards Act (Gewohnheitssäufergesetz) verabschiedet wurde, gab es zunächst keine Institution, die sich um die Trunksüchtigen des Landes kümmern und sie therapieren konnte. Schließlich wurde die Salvation Army (Heilsarmee) für die Aufgabe gewonnen, die im Dezember 1907 auf Pakatoa Island eine Trinkerheilanstalt errichtete. Im Februar 1911 wurden die Männer der Einrichtung nach der südlich befindlichen Insel Rotoroa Island verlegt und das Haus auf Pakatoa Island für alkoholkranke Frauen verfügbar gemacht, doch Segler kamen immer wieder zu den Inseln und versorgten die Insassen der Heime mit Alkohol.
Die Einrichtung auf Pakatoa Island wurde noch bis 1942 betrieben und ein Jahr später als Altersruhesitz für ältere Männer genutzt. 1949 wurde die Einrichtung verkauft. 1964 erwarb der ehemalige Kinobesitzer Robert Kerridge die Insel und errichtete auf ihr 1965 eine Ferienanlage, die aber nach einem Feuer in den 1980er Jahren wieder geschlossen wurde.
Im Jahr 1994 übernahm schließlich der Besitzer eines fleischverarbeitenden Unternehmens, John Ramsey für 4,25 Millionen NZ$ die Insel und lebte dort mit seiner Familie. Er betrieb dort ein Hotel und Erholungsort mit 24 kleinen Hütten und 38 Zwei- oder Drei-Bett-Räumen und bot die Anlagen für Seminare oder festliche Anlässe an. Seit 2006 versuchte Ramsey dann die Insel zu verkaufen. Sie stand seit 2017 zuletzt zum Preis von 40 Millionen NZ$ in den Verkaufsprospekten des Real Estate Agent Bayleys doch seit 2020 hat Ramsey Abstand von einem Verkauf genommen, da sich zu dem Preis kein Käufer gefunden hat.

## Flora und Fauna
Im August 1996 wurden auf der Insel 31 der als bedroht eingestuften Wekarallen (Gallirallus australis greyi) auf der Insel ausgesetzt. Zuvor wurden die auf der Insel lebenden Wanderratten (Rattus norvegicus) eliminiert, die den Vögeln hätten gefährlich werden können, das sie sonst deren Gelege gefressen hätten. Die Population der Wekarallen schwankten je nach klimatischen Bedingungen über die Jahre hin, konnte sich aber in Gänze entwickeln, sodass im Jahr 2002 insgesamt 140 Individuen gezählt werden konnten.